# Cvetka Lipuš
Cvetka Lipuš, koroškoslovenska pesnica, * 12. november 1966,  Železna Kapla. 
Rojena v Železni Kapli, je Cvetka Lipuš ljudsko šolo obiskovala v Lepeni, maturirala na Zvezni gimnaziji za Slovence, študirala v Celovcu in na Dunaju ter v Celovcu končala študij primerjalne književnosti in slavistike. Od 1995 do 2009 je živela v Ameriki, kjer je na univerzi v Pittsburghu (Pensilvanija, ZDA) zaključila študij bibliotekarstva in informacijskih ved in tam tudi delovala, od leta 2009 pa dela in ustvarja v Salzburgu.
Pesniško zbirko V lunini senci je uredila leta 1985 skupaj s Fabjanom Hafnerjem. Leta 1989 je izšla njena prva samostojna pesniška zbirka z naslovom Pragovi Dneva, nato pa leta 1993 zbirka z naslovom Doba temnjenja. Tretja pesniška zbirka Geografija bližine je izšla leta 2000, Spregatev milosti leta 2003, Obleganje sreče leta 2008, Pojdimo vezat kosti leta 2010, leta  2015 Kaj smo, ko smo in leta 2021Odhajanje za začetnike. Vse zbirke so izšle tudi v nemščini.
Izmed osmih pesniških zbirk so prve tri izšle v Celovcu, ostale pa v Ljubljani. Tri izmed njih so nastale v Pittsburghu. Pesmi ter eseje Cvetka Lipuš objavlja v slovenskih, nemških in angleških revijah. Pesmi, ki jih piše izključno v slovenščini, so prevedene v številne jezike, med drugim v nemščino, angleščino, italijanščino, srbščino, češčino, slovaščino, bolgarščino, francoščino in madžarščino, kar poleg pesničine biografske zgodbe in različnih krajev nastanka in izida njenih pesmi prav tako kaže na transkulturno razsežnost njenega ustvarjanja. Cvetka Lipuš pravi, da pesmi v slovenščini piše predvsem zato, ker je slovenščina emocionalno njen prvi jezik, s katerim jo povezujejo močnejša čustva kot z  drugimi jeziki, ki jo spremljajo in čeprav tega nikjer eksplicitno ne poudarja, na velikih literarnih dogodkih nikoli ne pozabi povedati, da je slovenska pesnica.
Poezija Cvetke Lipuš izdaja bivanjski element posameznika, razpetega med domačim slovenskim jezikom, nemškim jezikom okolja in angleškim jezikom, ki je postal njen jezik izobraževanja in komunikacije v ZDA, vseeno pa, kot to velja za leta 2016 nagrajeno zbirko Kaj smo, ko smo, v njih »ni čutiti zamejske bolečine niti patološke zavezanosti rodni pokrajini, še več, tujina je [avtorici] le ena od postankov, ki ponuja dvoje optimalnih rešitev: ostati ali vrniti se«
Cvetka Lipuš je za svoje delo prejela več pomembnih nagrad v Sloveniji in v Avstriji, mdr. 1998/99 in 2007/08 avstrijsko državno štipendijo za književnost, 2000 pospeševalno nagrado za književnost dežele Koroške in 2002-03 štipendijo za literarni projekt Republike Avstrije. Za zbirki Obleganje sreče (2008) in Kaj smo, ko smo (2015) je bila nominirana za Veronikino nagrado, za slednjo pa  je leta 2016 prejela nagrado Prešernovega sklada.
Leta 2024 je prejemnica nagrade imenovane po Humbertu Finku, namenjene avtorjem in avtoricam, ki pišejo v nemščini in/ali v slovenščini in jo ode leta 2014 podeljuejo vsaki dve leti. »Nagrado Humberta Finka podeljujemo Cvetki Lipuš, enemu izmed najpomembnejših glasov avstrijske književnosti«, je zapisala žirija in obrazložila: »Njene pesmi so polne močnih, intenzivnih podob in metafor, v katerih je lirski subjekt nenehno na sledi človeške eksistence. To so pesmi, v katerih ‘besede lahko postanejo kamni spotike', in ki s svojo natančnostjo in jezikovno intenziteto pogosto 'prodrejo do sredine srca'«. Njen jezik je »samosvoj, brezkompromisen in suveren. Njene besede so usmerjene globoko v notranjost, pogosto do kosti« in tako je tudi naslov ene izmed njenih zbirk - Pojdimo vezat kosti.
Cvetka Lipuš je hči slovenskega zamejskega pisatelja Florjana Lipuša in sestra pevca, glasbenega pedagoga in skladatelja Gabriela Lipuša ter fotografa Marka Lipuša.